# Liu Yuan (Xiongnu)

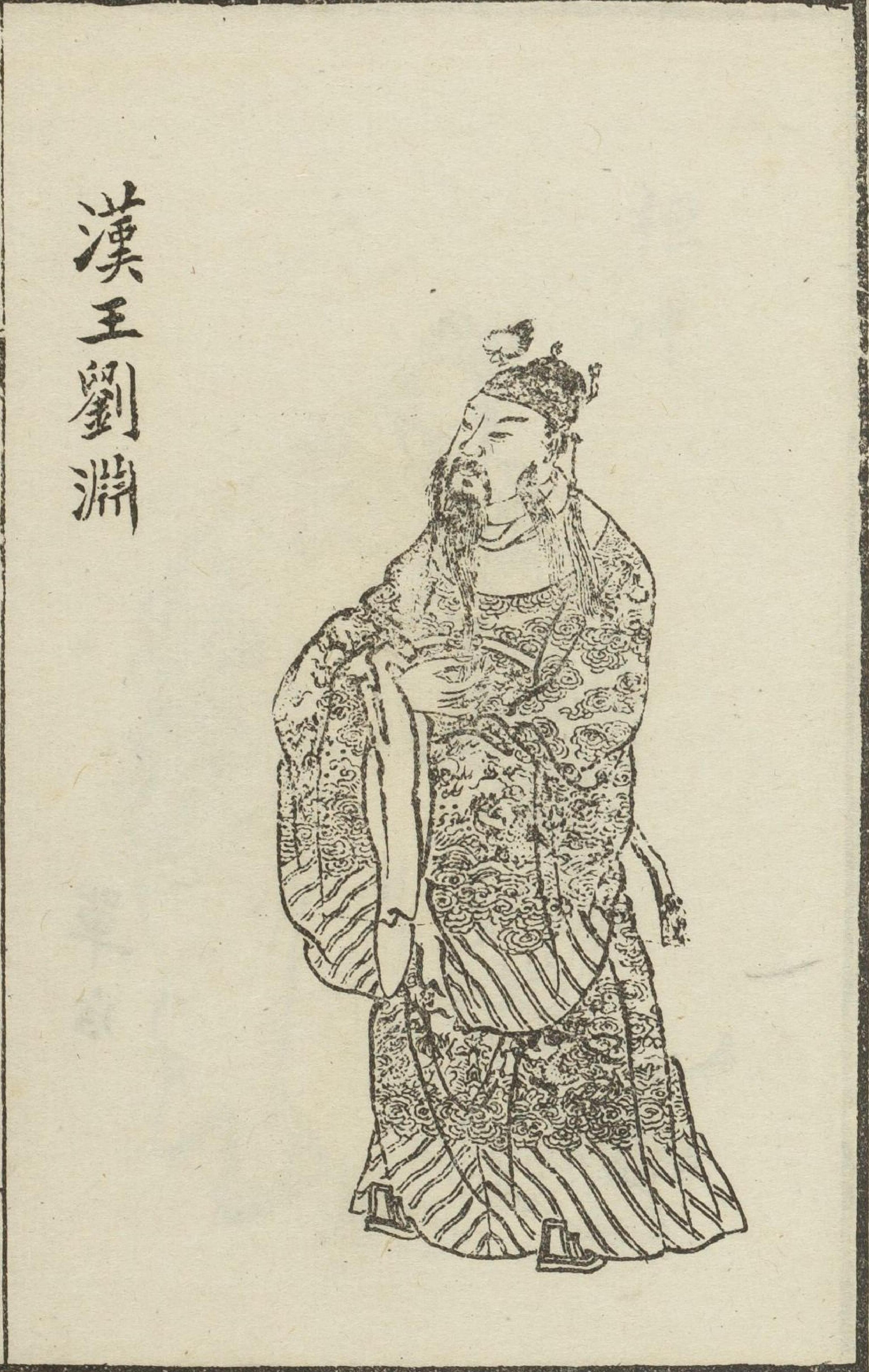
Liu Yuan, fiktive Darstellung aus dem 17. Jahrhundert

Liu Yuan († 310) war in der Zeit von 304 bis 310 ein Herrscher der südlichen Xiongnu.
Nachdem sich Mitte des 1. Jahrhunderts n. Chr. die südlichen Xiongnu der Han-Dynastie unterworfen hatten, wurden große Teile von ihnen in Shanxi angesiedelt, wo sie militärische Schutzaufgaben übernahmen. Nach dem Untergang der Han-Dynastie im frühen 3. Jahrhundert kam es in China zu Machtkämpfen örtlicher Kriegsherren, die staatliche Ordnung zersplitterte. Unter der Jin-Dynastie wurde China noch einmal kurze Zeit vereint, doch die Schwäche der kaiserlichen Zentralregierung führte wieder dazu, dass sich lokale Machthaber erheben konnten (Zeit der sechzehn Reiche).
Einer dieser neuen Herrscher war der sinisierte Xiongnuherrscher Liu Yuan. Dieser verkündete propagandistisch eine ideelle Nachfolge der Han-Dynastie, mit der er (aufgrund der heqin-Politik der Han-Kaiser) entfernt verwandt war. Darauf wies auch der angenommene Name Liu hin, der Familienname der Han-Kaiser. Liu Yuan erhob sich zunächst im Jahr 304 zum König von Han (Han-Zhao), womit er das erste von äußeren Eindringlingen errichtete Reich auf chinesischen Boden schuf. Als seine Residenz wählte er die Stadt Pingyang. 
Liu Yuan erneuerte die Tradition des Xiongnu-Titels Chanyu, wobei er aber gleichzeitig eng an chinesische Herrschaftstraditionen und Rituale anknüpfte. Er wollte sich offenbar als ein rechtmäßiger Herrscher in der Nachfolge der Han-Kaiser präsentieren, der dem zerstrittenen Reich wieder die Ordnung bringt. Die Quellen bezeugen zugleich, dass er der chinesischen Kulturtradition tief verbunden war und somit keineswegs ein gewalttätiger „Barbar“ gewesen ist. Im Jahr 308 rief er sich selbst zum Kaiser aus und organisierte auch die Verwaltung seines Herrschaftsgebiets nach dem Vorbild der Han-Kaiser. Liu Yuan konnte beachtliche Erfolge verbuchen, seinen Herrschaftsbereich erweitern und seine Stellung festigen. Ein erster Vorstoß auf die Kaiserresidenz Luoyang, wo er wohl selbst erzogen worden war, im Jahr 308 blieb allerdings erfolglos.
Liu Yuan starb im Jahr 310, woraufhin sein Sohn Liu Cong neuer Herrscher wurde.